# 放出駅
放出駅（はなてんえき）は、大阪府大阪市鶴見区放出東三丁目にある、西日本旅客鉄道（JR西日本）の駅である。駅番号は片町線がJR-H39、おおさか東線がJR-F08。

## 概要
当駅の所属線である片町線（学研都市線）とおおさか東線の2路線が乗り入れ、両路線の接続駅となっている。
おおさか東線は2008年の部分開業当初は当駅を起終点としていた。なお、かつて同線は貨物列車専用の片町線支線であり、通称「城東貨物線」と呼ばれていた。

## 歴史
1895年（明治28年）8月22日に、浪速鉄道の駅として開業する。放出付近での鉄道建設には「ゴヘラの火の粉で藁屋根や農作物が燃える」、「駅ができると若いものが大阪（市街）へ出て遊ぶようになる」等の理由で、用地買収が順調にいかなかったことから、旧大和川の河川敷上に線路を建設し、その中に当駅が設けられた。
1999年頃から旧駅舎の老朽化と放出駅周辺の再開発計画に伴い、駅舎のリニューアル工事を実施し、2002年に橋上駅舎として新装オープンした。これに併せて南北自由通路が設けられ、それまでほとんど更地であった駅南側は整備・開発され、現在は分譲マンションが建ち並ぶようになった。また、旧駅舎は取り壊され、その跡地には2004年5月にテナントビルをオープンさせている。2008年12月には、ホームに待合室（1・2番のりばは鴫野方、3・4番のりばは徳庵方に）が設置された。

### 年表
- 1895年（明治28年）8月22日：浪速鉄道が四条畷駅 - 片町駅間で開業した際に設置[3]。
- 1897年（明治30年）2月9日：浪速鉄道が関西鉄道に路線譲渡。同社の駅になる。
- 1898年（明治31年）11月18日：当駅から網島駅までが開業[4]。網島方が本線扱いとなり、当駅 - 片町駅間は貨物支線となる。
- 1905年（明治38年）1月1日：貨物支線となっていた当駅 - 片町駅間の旅客営業再開。
- 1907年（明治40年）10月1日：鉄道国有法により官営鉄道の駅になる[3]。
- 1909年（明治42年）10月12日：線路名称制定。当駅を含む木津駅 - 桜ノ宮駅間が桜ノ宮線となり当駅もその所属となる。また、当駅 - 片町駅間は片町線となる。
- 1913年（大正2年）11月15日：桜ノ宮線 当駅 - 桜ノ宮駅間廃止[4]。同時に桜ノ宮線の残存区間は片町線に編入される。
- 1927年（昭和2年）12月10日：当駅 - 淀川駅間の貨物支線（淀川貨物線）が開業[4]。
- 1931年（昭和6年）8月10日：当駅 - 平野駅間、当駅 - 吹田駅間の貨物支線（城東貨物線の一部）が開業。
- 1939年（昭和14年）10月15日：当駅 - 八尾駅間の貨物支線（城東貨物線の一部）が開業[1]。
- 1982年（昭和57年）11月15日：淀川貨物線が廃止される[4]。
- 1984年（昭和59年）2月1日：貨物の取り扱いを廃止[3]。
- 1986年（昭和61年）3月3日：荷物扱い廃止[1]。
- 1987年（昭和62年）4月1日：国鉄分割民営化に伴い、西日本旅客鉄道（JR西日本）の駅となる[1]。当駅 - 吹田駅間の貨物支線の起点は鴫野駅に変更。
- 1988年（昭和63年）3月13日：路線愛称の制定により、片町線で「学研都市線」の愛称を使用開始。
- 1997年（平成9年）3月8日：Jスルーを導入[5]。
- 2002年（平成14年）7月1日：橋上駅舎化[6]。併せて南北自由通路の開設により、南側にも出口を設ける。
- 2003年（平成15年）
  - 日付不明：橋上駅舎が鉄道建築協会賞（入選）を受賞。
  - 11月1日：ICカード「ICOCA」の利用が可能となる[7]。
- 2008年（平成20年）3月15日：おおさか東線の当駅 - 久宝寺駅間が部分開業し、乗換駅になる。同時に管理駅に昇格（それまでは四条畷駅の被管理駅であった）。おおさか東線開業区間と重複する当駅 - 八尾駅間の貨物支線を廃止し、当駅 - 平野駅間の貨物支線の起点は正覚寺信号場に変更。
- 2011年（平成23年）3月8日：JR宝塚・JR東西・学研都市線運行管理システム導入。接近メロディ導入。
- 2012年（平成24年）10月29日：自動改札機をJR西日本テクシア製、AG50型に交換。
- 2018年（平成30年）3月17日：駅ナンバリングが導入される。
- 2019年（平成31年）3月16日：おおさか東線の当駅 - 新大阪駅間（北区間）が開業。開業区間と重複する鴫野駅 - 神崎川信号場間の貨物支線を廃止。
- 2023年（令和5年）3月31日：茨木駅（2・3番のりば）・福島駅とともにJR西日本初のホーム安全スクリーンを使用開始[8]。

## 駅構造
島式ホーム2面4線（西行き、東行き各2線ずつ。学研都市線とおおさか東線で方向別共有）の地上駅で、橋上駅舎を持つ。8両編成の列車に対応している。
ICOCA利用エリア、および特定都区市内制度における「大阪市内」に属する駅である。また、当駅は駅長が配置された直営駅であり、管理駅として片町線の徳庵駅と鴫野駅、おおさか東線の城北公園通駅、JR野江駅、高井田中央駅・JR河内永和駅・JR俊徳道駅・JR長瀬駅・衣摺加美北駅を管轄している。

### 駅構造の変化
2002年春までの旧地上駅舎時代は駅北側にのみ改札口があり、旅客線2面3線とその南側に貨物線が数本あった。1番のりばが単式ホーム（改札口に直結）、2・3番のりばは島式ホームであり、3番のりばは主に当駅発着の列車と貨物列車が使用していた。
2002年夏に南北自由通路を兼ねた橋上駅舎が完成してからは南側にも出口が設けられ、貨物線が廃止された上で旅客線の線路が4本に増やされ現在の2面4線となり、1番のりばを上り本線、2番のりばを上り副本線、3番のりばを下り本線、4番のりばを下り副本線とした駅となり、一部時間帯に快速列車と普通電車との緩急接続が行われていたが、2006年3月18日のダイヤ改正を機に緩急接続がなくなり、住道駅で行うように変更された。また、おおさか東線の開業を控えて分岐器の交換が行われ、2007年4月23日から4番のりばが下り本線、3番のりばが下り副本線に入れ替えられた。これに伴い、徳庵駅から当駅へ向かう京橋方面行きの一部区間（網干総合車両所明石支所放出派出所付近）が高架線となった（なおこの間、2・3番のりばの列車は早朝の一部のみが停車していた）。
2008年3月15日におおさか東線の当駅 - 久宝寺駅が部分開業してからは、外側2線（1, 4番のりば）を学研都市線の列車が、内側2線（2, 3番のりば）をおおさか東線の列車が使用する形になっている。2019年3月の全線開通以降は当駅ー鴫野駅間は学研都市線とおおさか東線の重複区間となり、当駅では学研都市線木津方面行きとおおさか東線久宝寺方面行き、学研都市線京橋方面行きとおおさか東線大阪方面行きが対面乗り換えが可能となっている。

### のりば
| のりば | 路線         | 方向 | 行先                   | 備考          |
| ------ | ------------ | ---- | ---------------------- | ------------- |
| 1      | 学研都市線   | 上り | 四条畷・松井山手方面   | 一部2番のりば |
| 2      | おおさか東線 | 下り | 久宝寺方面             |               |
| 3      | おおさか東線 | 上り | 新大阪・大阪方面       |               |
| 4      | 学研都市線   | 下り | 京橋・北新地・尼崎方面 | 一部3番のりば |

※上表の路線名は旅客案内上の名称（愛称）で表記している。
付記事項
- 3番のりばは、朝の時間帯を除いて学研都市線の列車は使用しておらず、2019年3月15日まではおおさか東線の到着列車の降車ホームとして使われていた。3番のりばで乗客を降ろした後は京橋方へ引き上げ、折り返し久宝寺行きとして2番のりばに据え付けていた。
- 2018年5月20日、城東貨物（北）線（現：おおさか東線）と学研都市線との分岐駅は鴫野駅から当駅となり、貨物列車は南行きは2番のりば、北行きは3番のりばを通過するようになった。
- おおさか東線が放出駅 - 久宝寺駅間が不通になった場合は大阪行きは2番線から、放出駅 - 新大阪・大阪駅間が不通になった場合は久宝寺行きは3番線から発車する。
- 1番のりばから、おおさか東線の下り列車の発車もあった[10]（2019年3月15日以前に尼崎発着の直通快速の一部が使用）。
- 1番線は放出駅止まりの列車のうちの1本が深夜滞留となる。

### 配線図
|                                | ↑ おおさか東線 新大阪方面    |                                |
| ← 片町線 (学研都市線) 京橋方面 | 鴫野駅 - 放出駅 構内配線略図 | → 片町線 (学研都市線) 木津方面 |
|                                | ↓ おおさか東線 久宝寺方面    |                                |
| 凡例 出典:                     |                              |                                |

## ダイヤ
日中時間帯は学研都市線が1時間に8本（区間快速・普通電車がそれぞれ4本）、おおさか東線が4本（全て普通）発着する。同時間帯は上下とも学研都市線の区間快速とおおさか東線の普通が対面接続するダイヤが組まれている。
おおさか東線の一部列車は当駅で時間調整のため数分停車する。
当駅の南東に網干総合車両所明石支所放出派出所があり、入出庫のため学研都市線、おおさか東線共に朝と深夜に当駅発着の列車が設定されている。

## 利用状況
2023年（令和5年）度の1日平均乗車人員は16,459人である。
おおさか東線の本数が比較的少ないため、特に朝ラッシュ時は乗換客が滞留しがちであり、各ホームとも激しく混雑することがある。最新データでは四条畷駅をわずかに抜き、学研都市線の途中駅では住道駅に次いで多い数値となっている。
近年の1日平均乗車人員は以下の通りである。
| 年度               | 1日平均 乗車人員 | 増減率 | 定期利用状況 | 定期利用状況 | 出典          |
| 年度               | 1日平均 乗車人員 | 増減率 | 1日平均      | 定期率       | 出典          |
| ------------------ | ---------------- | ------ | ------------ | ------------ | ------------- |
| 1988年（昭和63年） | 12,588           |        | 8,742        | 69.4%        | [ 大阪府 1 ]  |
| 1989年（平成元年） | 12,643           | 0.4%   | 8,661        | 68.5%        | [ 大阪府 1 ]  |
| 1990年（平成02年） | 12,593           | -0.4%  | 8,568        | 68.0%        | [ 大阪府 2 ]  |
| 1991年（平成03年） | 12,588           | -0.0%  | 8,551        | 67.9%        | [ 大阪府 3 ]  |
| 1992年（平成04年） | 12,480           | -0.9%  | 8,482        | 68.0%        | [ 大阪府 4 ]  |
| 1993年（平成05年） | 12,475           | -0.0%  | 8,447        | 67.7%        | [ 大阪府 5 ]  |
| 1994年（平成06年） | 12,476           | 0.0%   | 8,476        | 67.9%        | [ 大阪府 6 ]  |
| 1995年（平成07年） | 12,535           | 0.5%   | 8,483        | 67.7%        | [ 大阪府 7 ]  |
| 1996年（平成08年） | 12,581           | 0.4%   | 8,530        | 67.8%        | [ 大阪府 8 ]  |
| 1997年（平成09年） | 12,825           | 1.9%   | 8,641        | 67.4%        | [ 大阪府 9 ]  |
| 1998年（平成10年） | 12,776           | -0.4%  | 8,611        | 67.4%        | [ 大阪府 10 ] |
| 1999年（平成11年） | 12,672           | -0.8%  | 8,548        | 67.5%        | [ 大阪府 11 ] |
| 2000年（平成12年） | 12,637           | -0.3%  | 8,513        | 67.4%        | [ 大阪府 12 ] |
| 2001年（平成13年） | 12,471           | -1.3%  | 8,434        | 67.6%        | [ 大阪府 13 ] |
| 2002年（平成14年） | 12,470           | -0.0%  | 8,456        | 67.8%        | [ 大阪府 14 ] |
| 2003年（平成15年） | 13,146           | 5.4%   | 8,916        | 67.8%        | [ 大阪府 15 ] |
| 2004年（平成16年） | 13,401           | 1.9%   | 9,174        | 68.5%        | [ 大阪府 16 ] |
| 2005年（平成17年） | 13,808           | 3.0%   | 9,532        | 69.0%        | [ 大阪府 17 ] |
| 2006年（平成18年） | 14,255           | 3.2%   | 9,883        | 69.3%        | [ 大阪府 18 ] |
| 2007年（平成19年） | 14,585           | 2.3%   | 10,093       | 69.2%        | [ 大阪府 19 ] |
| 2008年（平成20年） | 15,224           | 4.4%   | 10,448       | 68.6%        | [ 大阪府 20 ] |
| 2009年（平成21年） | 15,078           | -1.0%  | 10,452       | 69.3%        | [ 大阪府 21 ] |
| 2010年（平成22年） | 15,172           | 0.6%   | 10,546       | 69.5%        | [ 大阪府 22 ] |
| 2011年（平成23年） | 15,496           | 2.1%   | 10,817       | 69.8%        | [ 大阪府 23 ] |
| 2012年（平成24年） | 15,750           | 1.6%   | 10,966       | 69.6%        | [ 大阪府 24 ] |
| 2013年（平成25年） | 16,095           | 2.2%   | 11,294       | 70.2%        | [ 大阪府 25 ] |
| 2014年（平成26年） | 15,811           | -1.8%  | 11,036       | 69.8%        | [ 大阪府 26 ] |
| 2015年（平成27年） | 16,115           | 1.9%   | 11,213       | 69.6%        | [ 大阪府 27 ] |
| 2016年（平成28年） | 16,150           | 0.2%   | 11,260       | 69.7%        | [ 大阪府 28 ] |
| 2017年（平成29年） | 16,320           | 1.1%   | 11,415       | 69.9%        | [ 大阪府 29 ] |
| 2018年（平成30年） | 16,897           | 3.5%   | 11,729       | 69.4%        | [ 大阪府 30 ] |
| 2019年（令和元年） | 17,054           | 0.9%   | 11,893       | 69.7%        | [ 大阪府 31 ] |
| 2020年（令和02年） | 14,378           | -15.7% | 10,524       | 73.2%        | [ 大阪府 32 ] |
| 2021年（令和03年） | 14,800           | 2.9%   | 10,584       | 71.5%        | [ 大阪府 33 ] |
| 2022年（令和04年） | 15,883           | 7.3%   | 11,026       | 69.4%        | [ 大阪府 34 ] |
| 2023年（令和05年） | 16,459           | 3.6%   | 11,316       | 68.8%        | [ 大阪府 35 ] |

## 駅周辺
- 阿遅速雄神社
- 放出みゆき通り商店街
  - コーセツ放出（放出公設市場をスーパーマーケット形式にリニューアル）
- 放出商店会
- 放出栄町商店街
- 放出夜店通り商店会
- 放出南商店街
- ハナテン本部
  - この会社の電話番号の末尾が「8710」で広告を出して読み方を浸透させた。
- コノミヤの本部店・放出店
- 網干総合車両所明石支所放出派出所
- 関西みらい銀行放出支店・放出駅前支店
- 鶴見警察署放出駅前交番
- 大阪府立汎愛高等学校
- 藍の都脳神経外科病院
- 諏訪神社 (大阪市)

## 隣の駅
西日本旅客鉄道（JR西日本）
 学研都市線（片町線）
■快速・■区間快速
住道駅 (JR-H36) - 放出駅 (JR-H39) - 京橋駅 (JR-H41)
■普通
徳庵駅 (JR-H38) - 放出駅 (JR-H39) - 鴫野駅 (JR-H40)
 おおさか東線
■直通快速
城北公園通駅 (JR-F05) - 放出駅 (JR-F08) - 高井田中央駅 (JR-F09)
■普通
鴫野駅 (JR-F07) - 放出駅 (JR-F08) - 高井田中央駅 (JR-F09)

### かつて存在していた路線
日本国有鉄道
桜ノ宮線（1913年11月15日廃止区間）
放出駅 - 網島駅
片町線貨物支線（淀川貨物線、当駅 - 鴫野駅間は片町線本線との重複区間）
放出駅 - 鴫野駅
西日本旅客鉄道（JR西日本）
片町線貨物支線（城東貨物線、2008年3月15日廃止区間）
放出駅 - 俊徳道信号場 - 蛇草信号場 - 正覚寺信号場
- 線路設備の大半は現在のおおさか東線として存置。
- 打消線は事業廃止前に廃止された信号場。
- 城東貨物線 吹田貨物ターミナル方面は、事業廃止時点では隣の鴫野駅が起点であった。

### 記事本文